# Ilijas Pašić
Ilijas Pašić (Herceg Novi, 10. svibnja 1934. – Gossau, 2. veljače 2015.) bivši je bosanskohercegovački nogometaš i nogometni reprezentativac.

### Reprezentativna karijera
Za jugoslavensku nogometnu reprezentaciju odigrao je osam utakmica i postigao je jedan pogodak. Prvi je nogometaš Bosne i Hercegovine koji je nakon Drugog svjetskog rata pozvan u reprezentaciju.